# 1960년 동계 올림픽 캐나다 선수단
캐나다는 미국 스쿼밸리에서 열린 1960년 동계 올림픽에 참가했다.

## 메달 집계

### 종목별 메달 수
| 종목 | 1 | 2 | 3 | 합계 |

## 메달리스트

### 금메달
- 앤 해저트베이트 — 알파인 스키, 여자 회전
- 바바라 왜그너, 로버트 폴 — 피겨 스케이팅, 페어

### 은메달
- 아이스하키 — 남자부

### 동메달
- 도날드 잭슨 — 피겨 스케이팅, 남자 싱글

## 참조
- 올림픽 공식 결과 보관됨 2012-02-04 - 웨이백 머신